# Відносини Кіпр — НАТО
Кіпр є однією з п’яти держав-членів Європейського Союзу (ЄС) поза Організацією Північноатлантичного договору (НАТО) і єдиною країною, яка не бере участі в програмі НАТО «Партнерство заради миру» (ПЗМ).

## Історія

### 1949-1960: Період у складі НАТО як британська коронна колонія
З моменту створення НАТО в 1949 році і до здобуття Кіпром незалежності в 1960 році територія була коронною колонією Сполученого Королівства, і таким чином членство Великобританії в НАТО також поширювалося на Британський Кіпр.

### 1960-2004: Незалежність і позаблоковість

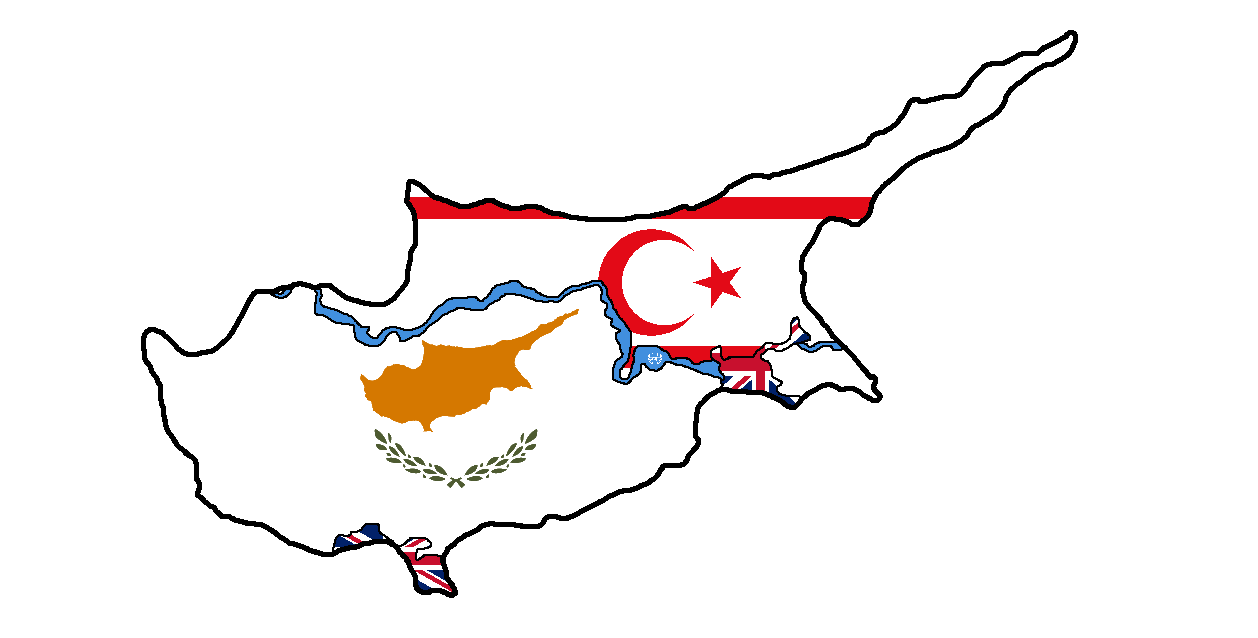
Карта прапора, що показує поточний поділ острова на Республіку Кіпр, Турецьку Республіку Північного Кіпру, Буферну зону ООН на Кіпрі та Акротірі та Декелію.

Суверенні райони базування Акротірі та Декелія на Кіпрі залишалися під британським контролем як британська заморська територія після здобуття незалежності. Сусідні Греція та Туреччина змагалися за вплив на щойно незалежному Кіпрі через міжобщинне суперництво та рухи за об’єднання з Грецією або поділ і частковий союз з Туреччиною. Перший президент незалежної Республіки Кіпр (1960–1977), архієпископ Кіпру Макаріос III, прийняв політику неприєднання та взяв участь в установчих зборах Руху неприєднання в 1961 році в Белграді.
Турецьке вторгнення на Кіпр у 1974 році та подальша та триваюча суперечка, в ході якої Туреччина продовжує окупацію Північного Кіпру, ускладнює відносини Кіпру з НАТО. Будь-який договір щодо участі Кіпру в НАТО, як повноправного члена, ПЗМ або Ради євроатлантичного партнерства, ймовірно, буде накладено вето Туреччиною, повноправним членом НАТО, доки суперечка не буде вирішена. Членство в НАТО для возз’єднаного Кіпру було запропоновано як вирішення питання гарантій безпеки, враховуючи, що всі три нинішні гаранти за Гарантійним договором (1960) (Греція, Туреччина та Сполучене Королівство) вже є членами НАТО.
Кіпр історично дотримується позаблокової зовнішньої політики, хоча все більше ототожнює себе із Заходом у своїй культурній спорідненості та торгових моделях, і підтримує тісні відносини з рештою Європейського Союзу (включно з Грецією), а також з Вірменією, Ліваном та Росія.
Першим ініціатором кіпрської позаблоковості був архієпископ Кіпру Макаріос III, перший президент (1960–1977) незалежної республіки Кіпр.
Міжобщинне суперництво та рухи за союз з Грецією або частковий союз з Туреччиною переконали Макаріоса уникати тісної приналежності до обох сторін. У будь-якому випадку Кіпр став відомим членом Руху неприєднання і зберіг своє членство до свого вступу до Європейського Союзу в 2004 році. На неурядовому рівні Кіпр також був членом популярного розширення Руху неприєднання, Організації солідарності афро-азіатських народів, яка приймає зустрічі високого рівня.
Відразу після державного перевороту 1974 року та турецького вторгнення Макаріос домігся міжнародного визнання своєї адміністрації як законного уряду всього острова. Це заперечувало лише Туреччина, яка наразі визнає лише Турецьку Республіку Північного Кіпру, засновану в 1983 році.
Після вторгнення 1974 року головною метою зовнішньої політики Республіки Кіпр було забезпечення виведення турецьких військ і возз’єднання острова за якомога більш сприятливого конституційного та територіального врегулювання. Цю кампанію проводили насамперед через міжнародні форуми, такі як Організація Об’єднаних Націй і Рух неприєднання, а в останні роки через Європейський Союз.

### 2004-тепер: членство в Європейському Союзі

Вступ Кіпру до Європейського Союзу в 2004 році

Карта, на якій показано членство Європи в ЄС і НАТО
Член лише ЄС
Член лише НАТО
Член обох союзів

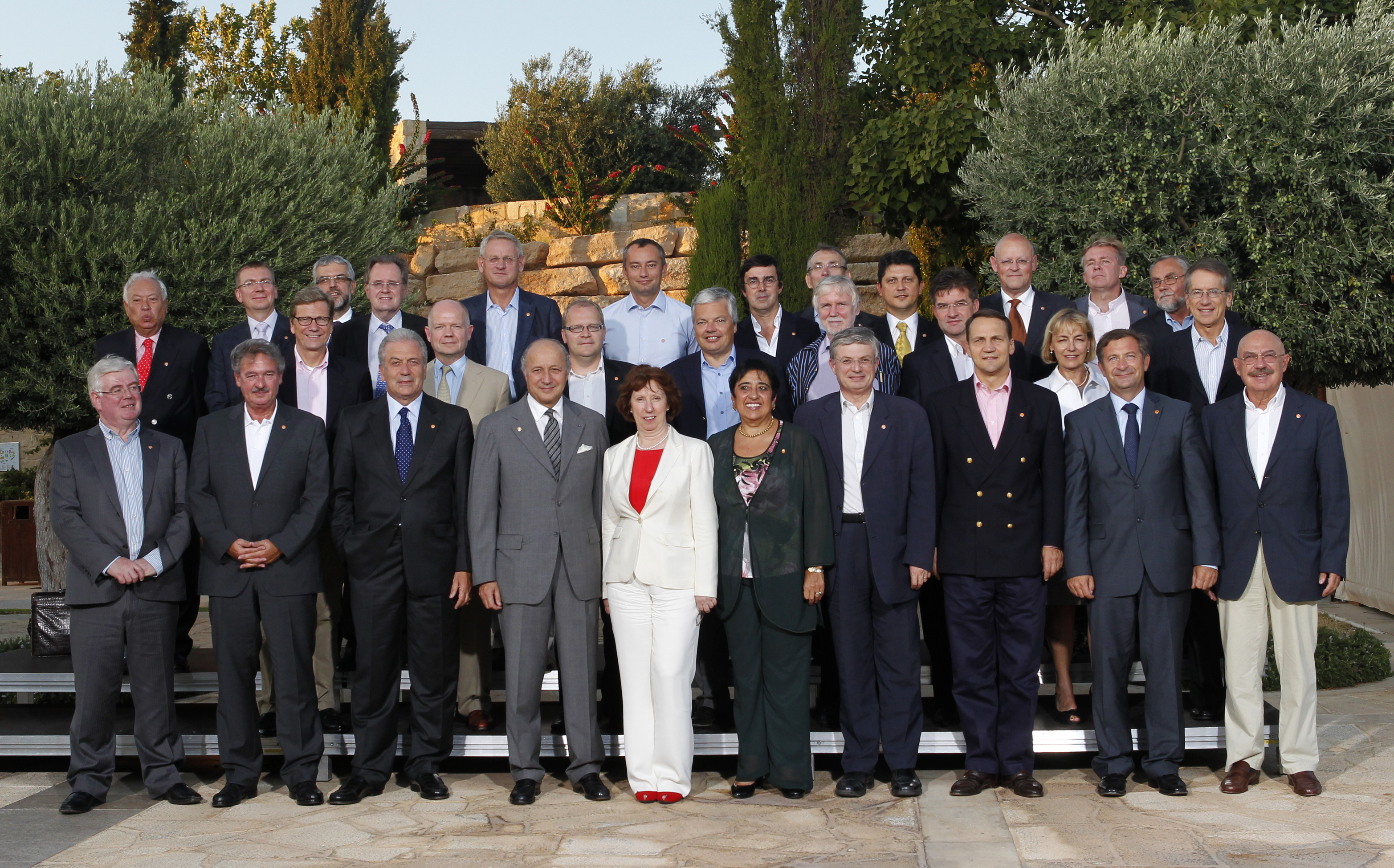
Міністри закордонних справ країн Європейського Союзу в Лімассолі під час головування Кіпру в ЄС у 2012 році

Однією з вимог розширення Європейського Союзу в 2004 році був вихід Кіпру з Руху неприєднання.
Кіпр є однією з п’яти держав-членів Європейського Союзу (ЄС), що не входять до Організації Північноатлантичного договору (НАТО), і єдиною країною, яка не бере участі в програмі НАТО «Партнерство заради миру » (ПЗМ).
З моменту набуття чинності Лісабонського договору в 2009 році положення ЄС про взаємну солідарність застосовується до Кіпру разом з іншими державами-членами ЄС:
Якщо держава-член стала жертвою збройної агресії на своїй території, інші держави-члени зобов’язані надати їй допомогу та допомогу всіма доступними для них засобами відповідно до статті 51 Статуту Організації Об’єднаних Націй. Це не повинно завдавати шкоди особливому характеру політики безпеки та оборони певних держав-членів. [...]— Article 42.7 of the consolidated version of the Treaty on European Union
Однак стаття 42.2 визначає, що НАТО має бути головним форумом для впровадження колективної самооборони для держав-членів ЄС, які також є членами НАТО. Інші країни-члени ЄС, які не входять до НАТО, вдаються до Спільної політики безпеки та оборони ЄС (CSDP, яка має набагато менші структури та можливості, ніж командна структура НАТО) для впровадження колективної самооборони, це Австрія, Мальта та Ірландія.
У травні 2022 року міністр оборони Кіпру Хараламбос Петрідес підтвердив, що країна не подасть заявку на вступ до НАТО, незважаючи на повномасштабне російське вторгнення в Україну.

## Спроби приєднатися до «Партнерства заради миру»
У лютому 2011 року парламент Кіпру проголосував за те, щоб подати заявку на членство в програмі НАТО «Партнерство заради миру». Однак президент Деметріс Хрістофіас наклав вето на це рішення, оскільки воно перешкоджатиме його спробам домовитися про припинення кіпрської суперечки та демілітаризувати острів. Туреччина, повноправний член НАТО, ймовірно, накладе вето на будь-яку спробу Кіпру вступити в НАТО, поки суперечка не буде вирішена. Переможець президентських виборів на Кіпрі в лютому 2013 року Нікос Анастасіадес заявив, що має намір подати заявку на членство в програмі ПЗМ незабаром після вступу на посаду. Його міністр закордонних справ і наступник Нікос Хрістодулідес відмовився від членства Кіпру в НАТО або Партнерстві заради миру, віддаючи перевагу збереженню зовнішніх і оборонних справ Кіпру в рамках ЄС, тобто Спільної політики безпеки і оборони (СПБО).